# Război preventiv
Războiul preventiv este un termen nou apărut în domeniul relațiilor internaționale, “războiul preventiv” se referă la utilizarea forței militare pentru a elimina o posibilă amenințare.
Atacul preventiv este frecvent utilizat mai ales după cel de-al Doilea Război Mondial ca modalitate de combatere a terorismului și a atacurilor cu arme nucleare.
Termenul apare în literatura de specialitate americană și este prezentat și analizat în relație cu cel de “război de preîntâmpinare“ care se referă la deposedarea inamicului care este pregătit să atace, în timp ce “războiul preventiv” desemnează o posibilă acțiune de atac în viitor având aceleași scopuri și urmări: atacul asupra adversarului pentru a elimina un pericol ce ar fi putut apărea dacă se aștepta lovitura inamicului.
Problema apare din perspectiva justificării juridice și morale a acestui tip de război. Este el în conformitate cu legea sau reprezintă amenințare adusă pacii și securității internationale?
Întrucât este o temă controversată și îndelung analizată, această problemă a atacului preventiv nu are o soluție definitivă, existând păreri contradictorii.
Noile amenințari teroriste, apariția armelor nucleare și numeroasele conflictele de pe scena internațională au făcut din atacul preventiv o politică de apărare esențială.
Cu toate acestea, acțiunile preventive sunt considerate a fi ineficiente și costisitoare atât din punct de vedere financiar cât și în ceea ce privește pierderea vieților omenești.
Pe de altă parte, acordând undă verde atacului preventiv se ajunge la o frecventă și o rutină a războaielor ce duce în cele din urmă la pierderea echilibrului în lumea internațională.